# Karol Badáni
Karol Badáni (29. březen 1910 Zvolenská Slatina – 30. září 1970 Zvolen) byl slovenský herec a divadelní režisér.
Původně poštovní zaměstnanec. V roce 1949 byl spoluzakladatelem Divadla J. G. Tajovského ve Zvolenu (v letech 1949–1953 ředitel, v letech 1949–1955 režisér, později herec a v letech 1969–1970 hospodářský správce činohry).
Z rolí:
- Walter (H. von Kleist, Rozbitý džbán),
- Bessemjonov (M. Gorkij, Měšťáci),
- Brezovský (VV Hurban, Závěje).

Režíroval např. Tajovského Ženský zákon a Statky-zmatky.

## Filmografie
- 1953 – Pole neorané (okresní náčelník)
- 1954 – Drevená dedina
- 1957 – Posledná bosorka
- 1960 – Jerguš Lapin (četník)